# Parafreutreta vumbae
Parafreutreta vumbae är en tvåvingeart som beskrevs av Albany Hancock 1986. Parafreutreta vumbae ingår i släktet Parafreutreta och familjen borrflugor.
Artens utbredningsområde är Zimbabwe. Inga underarter finns listade i Catalogue of Life.